# Benedikt XIV.
Benedikt XIV., lat. Beneditus PP. XIV. (Bologna, 31. ožujka 1675. – Rim, 3. svibnja 1758.), rođen kao Prospero Lorenzo Lambertini, 247. poglavar Katoličke Crkve, papa od 17. kolovoza 1740. do smrti 1758.

## Raniji život
Prospero Lorenzo Lambertini rodio se 31. ožujka 1675. u Bologni, od oca Marcella Lambertinija, senatora Bologne, i majke Lurezije, rođene Bulgarini.  Osnovno obrazovanje stekao je kod Somaschi svećenika u Bologni, a s trinaest godina prelazi na Kolegij Clementino u Rimu, gdje studira filozofiju, retoriku i teologiju. Već u devetnaestoj godini života, 11. rujna 1694., završio je teologiju na Sveučilištu La Sapienza i doktorirao kanonsko i građansko pravo. Kao iznimno sposoban pravnik, Lamertini brzo napreduje u službi. Godine 1702. papa Klement XI. imenuje ga konzistorijalnim savjetnikom, a poslije i konzultantom Svete Stolice. Od 1708. obnaša službu promicatelja vjere. Tada je napisao traktat (opširnu raspravu) o kanonizaciji blaženih i svetih, koje se i u naše vrijeme koristi kao nezaobilazno za kanonizaciju. Kanonikom Bazilike sv. Petra i procjeniteljem Kongregacije obreda, postaje 1712., a godinu dana kasnije, Papinim domaćim prelatom. Bio je bliski suradnik kardinala Pietra Francesca Orsinija, a kada je on postao papa Benedikt XIII., 1725. imenuje ga naslovnim biskupom Teodozije. Dvije godine kasnije, isti Papa postavlja ga za biskupa Ancone, a 30. travnja 1728. imenuje ga i kardinalom. Kao biskup Anone, Lambertini s puno žara i energije pristupa novoj dužnosti. Posjećuje sve krajeve svoje biskupije i svojim primjerom potiče vjernike na pobožnost. Temeljito je pratio sve poslove u biskupiji, te mu ništa nije moglo promaći. Po njegovom mišljenju, glavni razlog njegovog uspješnog djelovanja u biskupiji, bio je skladan odnos između biskupa i klera. Zbog njegovog uspješnog djelovanja u Anconi, Benedikt XIII. želio ga je premjestiti na neki viši položaj, na čemu se Lambertini zahvalio. Nakon smrti Benedikta XIII., bolonjski nadbiskup Lorenzo Corsini postaje papa Klement XII., i premješta Lambertinija 1731. na svoje mjesto u Bologni. 
Kao nadbiskup Bologne, Lambertini se još više posvećuje radu. Ulaže napore u poboljšanje svećeničkog obrazovanja, te reformira program studija i sastavlja novi nastavni plan i program u kojem daje naglasak na proučavanje Svetog pisma i partologiju (povijesni, biografski, kritički i egzegetski studij koji proučava naučavanje i život svetih otaca).

## Izbor za papu
Godine 1740. umire Klement XII. i kardinal Lambertini je pozvan u Rim na konklave. U to vrijeme, Lambertini je uživao veliki ugled, ali njega nitko nije smatrao ozbiljnim kandidatom. Konklave su započele 17. veljače 1740. i u njima su sudjelovala pedeset četvorica kardinala, od kojih je samo je talijanskih bilo četrdeset šest. Podijeljenost među njima je bila toliko očita, da se punih šest mjeseci nisu mogli dogovoriti o nasljedniku Klementa XII. Kada je naposljetku kardinal Lambertini predložen kao kompromis, on je okupljenim kardinalima rekao: „Ako želite izabrati sveca, izaberite Gottija; želite li državnika, izaberite Aldobrandinija; želite li čovjeka, izaberite mene.“ Tako je i bilo. Prospero Lambertini izabran je za papu 17. kolovoza 1740. godine. Kada su ga pitali prihvaća li izbor, rekao je: Da, i to iz tri razloga. Prvo, da ne podcijenim vaš izbor. Drugo, jer se ne želim suprotstaviti volji Božjoj. I treće, jer želim da završe ova nadglasavanja, koja predstavljaju sramotu vas i cijelog svijeta.“ Uzeo si je ime Benedikt XIV. U čast svome prijatelju i zaštitniku Benediktu XIII.

## Pontifikat
Kao papa, Lambertini nije bio ništa manje energičan, iskren i skroman nego prije izbora. Benedikt XIV. je bio izvanredan erudit, ugledan kanonist, kulturan, zainteresiran za znanost. Slovio je kao „prosvijećen“ i „moderan“ čovjek, nesumnjivo liberalan u svojim političkim odnosima, ali ne i u bitnim interesima za Crkvu i vjeru.  S pravom su hvalili njegov zdrav razum,  njegovu umjerenost, pomirljivost i osjećaj za mjeru. Papa Benedikt XIV. bit će nažalost žrtva nestabilnih političkih prilika. Granice njegove države neprestano su se mijenjale ovisno o volji dvora u Beču, Parizu ili Madridu. Vojske su išle s juga na sjever Italije i obrnuto prolazeći kroz Papinsku Državu a da nikada nisu pitale Papu za dopuštenje ili možda mišljenje o nekom pitanju. Papinska vojska sastavljena od nekoliko paradnih elemenata bila je potpuno nesposobna za bilo kakvu vojnu akciju. Papa nije mogao igrati političku ulogu kakvu je možda priželjkivao, ali je zato upravljao Crkvom u takvim okolnostima da mu se možemo samo diviti. Sklopio je konkordate sa Sardinijom, Napuljem, Španjolskom - kojoj je ostavljeno pravo imenovanja biskupa i Austrijom - gdje Mariji Tereziji sa zakašnjenjem priznaje pravo nasljedstva Habsburških zemalja. Papa ponovno s Portugalom uspostavlja diplomatske odnose, koji su bili prekinuti u vrijeme pape Benedikta XIII. U svojoj državi uvodi brojne reforme u svrhu smanjenja zlouporaba i blagostanja svoga naroda. U enciklici „Vix Pervenit“ iz 1745. upućenu talijanskim biskupima, dao je važne moralne smjernice u pogledu lihvarstva i smanjenja kamatne stope na zajam. Papa uvodi novu regionalnu podjelu grada, u cilju veće administrativne učinkovitosti, potiče uvođenje novih i poboljšanih metoda u poljoprivredi, unapređuje trgovinu i smanjuje luksuz. Provodi restauracije mnogih rimskih crkava u povodu Svete 1750. godine. Dekretom „Matrimonia quae“ iz 1741. dopušta brak među nekatolicima, ako su u skladu s pravnim spisima Tridentskog koncila. Zbog njegove nedovoljne obaviještenosti zabranio je misionarima na u Kini uporabu „kineskih običaja“ u liturgiji, što je imalo za posljedicu znatno usporavanje evangelizacije Dalekog istoka. U duhovnim i vjerskim pitanjima Benedikt XIV. je ostavio trajni biljeg za cijelu Crkvu i njenu administraciju. Svojim bulama i enciklikama ostavio je Crkvi vrijedne dokumente pune mudrosti i učenosti.

## Papina smrt
Benedikt XIV. umro je 3. svibnja 1758. u osamdeset trećoj godini života.  Nedugo prije smrti izrekao je misao: „Ja sada padam u tišinu i zaborav, jedino mjesto koje zaslužujem“. Šezdeset četvorica kardinala koje je imenovao u svom dugom pontifikatu, podigli su mu u Bazilici sv. Petra monumentalni nadgrobni spomenik u teatralnoj raskošnoj odjeći, što svakako ne odgovara njegovom liku, koji je bio uvijek jednostavan, ali i dostojanstven.

## Zanimljivosti
- U znanstvenom pogledu iznimno je cijenio dubrovačkog isusovca Ruđera Boškovića, kome je povjerio analizu pukotina na kupoli znamenite bazilike svetog Petra u Vatikanu, kao i geografske izmjere u Papinskoj Državi.[1]